# Måbjerg Kirke
Måbjerg Kirke ligger i landsbyen Måbjerg Kirkeby (nu en bydel i det nordlige Holstebro) i Måbjerg Sogn, Holstebro Kommune (Viborg Stift).

## Bygning og inventar
Den ældste del af kirken (kor og skib) er bygget af kvadersten i romansk stil. Tilføjelserne mod vest fra den sene middelalder, herunder tårnet, er opbygget i munkesten. Taget er blybeklædt, bortset fra våbenhuset, der har tegltag.
Det ældste stykke inventar i kirken er døbefonten og den ene klokke, der stammer fra omkring år 1300. Døbefonten er af rødlig granit og af en enkel udførelse. Klokken har samme støbermærke som en klokke i Sankt Petri-kirken i Lund.
Altertavlen er tredelt med et markant topstykke kronet med en gavl i trekantet form. Det centrale stykkes tre dele er indrammet med kraftige søjler, og motiverne i de tre felter er Jesus på korset i centrum med Moses og Jesus som verdens frelser i sidefelterne. Det centrale motiv er antageligt fra lidt efter midten af 1700-tallet, og alle tre motiver fremstår ret primitivt med påfaldende upræcise proportioner af kroppene. Det centrale billede er genopsat i 1971 efter i en periode at have været erstattet af et andet med samme motiv fra 1861 af Otto Bache; dette billede kan nu ses på skibets nordvæg.
Prædikestolen er fra begyndelsen af 1600-tallet og fremstillet i renæssancestil. Dekorationerne herpå er fra 1997, skabt af Bodil Kaalund, og har motiver fra Bibelen.
Det nuværende orgel erstattede i 1978 et tidligere pulpiturorgel. Orglet blev bygget i 1964 og stod oprindeligt i Asmild Kirke; det har otte stemmer.
I loftet hænger et skib, kaldet Pax, fra 1945. Der er to klokker i kirken. Ud over den gamle klokke, der er i tidlig gotisk stil, er der en ganske ny klokke fra 1988.
Der er spor af kalkmalerier i kirken, men alle er kalket over i nyere tid.

## Historie
Måbjerg Kirke stammer fra begyndelsen af 1200-tallet i en mindre udgave, end den har i dag. Således blev skibet forlænget med 4,5 m mod vest omkring år 1500, og i perioden herefter blev våbenhuset, korhvælv og tårnet tilføjet. Den tidligste omtale af kirken er fra Ribe Oldemoder omkring 1350. Uden direkte at være omtalt indgik den blandt Hjerm Herreds kirker i en bekendtgørelse fra biskoppen i Ribe i 1274; heri blev det bekræftet at en fru Lucie havde bortskødet sin gård i Vinderup mod ydelser af vin og oblater til kirkerne i Hjerm og Ginding herreder.
I 1720 blev Måbjerg Kirke solgt til sognepræsten i Hjerm og Gimsing og blev drevet som en del af hans hovedgård, Avsumgård, til den i 1912 blev selveje.
I mange år var Måbjerg Kirke en annekskirke til Holstebro Kirke; først i 1974 fik man selvstændigt pastorat og egen præst.
Der har været foretaget flere restaureringer af kirken i tidens løb, heriblandt en ikke nærmere specificeret i 1890 samt en større omgang i 1967-71; ved sidstnævnte blev muren mellem tårnet og skibet fjernet, der blev indsat nye vinduer og gulv, en revne i nordfacaden blev udbedret, og murene gennemgik en fugning.